# Ашшур (син Сима)
Ашшур (івр. אַשּׁוּר,грец. ασσουρ) — син Сима, онук Ноя. За Таблицею народів Ашшур разом з Лудом, Еламом, Арпахшадом та Арамом були синами Сима. Згадані також разом у Першій книзі хроніки — 1 Хр. 1:17.
За Бт 10:11 Ашшур збудував міста Ніневію, Реховот-Ір, Калах й Ресен. У Книзі пророка Михея — Мих 5:5 імена країн Ашур та Німрод поєднані, а івритом назва країни Ассирія та Ашшур звучать однаково.